# 전홍숙
전홍숙(錢弘俶, 929년 9월 29일(음력 8월 24일) ~ 988년 10월 7일(음력 8월 24일))은 오대십국시대 오월의 제 5대 국왕이며, 마지막 왕(재위 : 948년 ~ 978년)이다. 시호는 충의왕(忠懿王)이며, 자(字)는 문덕(文德)이다.

## 생애
947년 전홍좌가 죽고, 동생 전홍종(錢弘倧)이 뒤를 이었다. 전홍종은 군인들을 장악하는 데 실패하여 948년 반란이 일어나 전홍종은 퇴위 당하고 동생 전홍숙(錢弘俶)이 제위를 얻었다. 전홍종은 유폐에 앞서 시를 짓거나 술에 취해 지내다가 971년 사망했다.
전홍숙의 시대에는 최강의 적이었던 남당이 후주의 공격을 받아 영토를 빼앗기면서 약체화되었기에 오월은 평온했다. 오월에서도 후주의 공격을 틈타 남당에 대한 침공을 감행했으나, 이것은 실패로 끝났다. 960년 송나라가 탄생한 해에는 고려 광종이 중국에 사신을 보내 불경을 구해오게 했는데, 오월의 황제가 사신을 보내어 《천태론소》(天台論疏)의 교전과 그 밖의 불전을 보냈다. 975년 송나라가 남당을 공격하자, 오월은 이에 참가해 남당에 대한 원정에 나섰다.
송나라의 대군앞에 남당이 멸망하자 송나라와 직접 국경이 맞닿게 된 오월은 아무것도 할 수가 없어, 978년 전홍숙은 송나라에 나라를 바치며 스스로 오월국의 종말을 고했다. 전홍숙은 송나라로부터 회해국왕(淮海國王)에 봉해져, 카이펑으로 이주하여 988년까지 안락하게 보내다가 사망했다.

## 가족 관계

### 정실
| 봉호           | 시호 | 이름(성씨)     | 별칭                       | 재위년도           | 생몰년도  | 비고 |
| -------------- | ---- | -------------- | -------------------------- | ------------------ | --------- | ---- |
| 국왕비(國王妃) |      | 손태진(孫太眞) | 현덕순목부인(賢德順穆夫人) |                    | ? ~ 976년 |      |
| 국부인(國夫人) |      | 유씨(兪氏)     |                            | 초국부인(楚國夫人) |           |      |

### 왕자
| -    | 봉호                   | 시호       | 이름           | 생몰년도       | 생부/생모      | 별칭                                  | 비고 |
| ---- | ---------------------- | ---------- | -------------- | -------------- | -------------- | ------------------------------------- | ---- |
| 1    | 분왕(邠王)             | 안희(安僖) | 전유준(錢惟濬) | 955년 ~ 991년  |                | 소국공(蕭國公) 오월국세자(吳越國世子) |      |
| 2    | 유주단련사(濰州團練使) |            | 전유선(錢惟渲) |                |                |                                       |      |
| 3    | 소주자사(昭州刺史)     |            | 전유호(錢惟灝) |                |                |                                       |      |
| 4    | 연주자사(演州刺史)     |            | 전유진(錢惟溍) |                |                |                                       |      |
| 5    |                        |            | 전유최(錢惟漼) |                |                | 승 정조(僧 净照)                      |      |
| 6    | 영국공(英國公)         | 문희(文僖) | 전유연(錢惟演) | 977년 ~ 1034년 |                | 팽성군개국공(彭城郡開國公)            |      |
| 7    | 평강절도사(平江節度使) | 선혜(宣惠) | 전유제(錢惟濟) | 978년 ~ 1032년 |                |                                       |      |
| 양자 | 팽성군왕(彭城郡王)     |            | 전유치(錢惟治) | 949년 ~ 1014년 | 전홍종(錢弘倧) |                                       |      |

## 참고 문헌
- 《십국춘추》(十國春秋)
- 《자치통감》(資治通鑑)
- 《속자치통감》(續資治通鑑)
- 《신오대사》(新五代史) 오월 세가
- 《송사》(宋史) 오월 열전

| 전 임 전홍종 | 제5대 오월의 국왕 948년 ~ 978년 | 후 임 (왕조 멸망) |